# Noiembrie 1995
Acest articol este generat integral pe baza informațiilor din articolul 1995 și este actualizat periodic de un robot.
 Editările făcute în articol vor fi șterse la următoarea actualizare! Dacă doriți să faceți modificări, editați articolul-sursă.

ianuarie -
februarie -
martie -
aprilie -
mai -
iunie -
iulie -
august -
septembrie -
octombrie -
noiembrie -
decembrie
Noiembrie 1995 a fost a unsprezecea lună a anului și a început într-o zi de miercuri.

## Evenimente
- 3 noiembrie: Taifunul „Angela", abătut asupra arhipelagului filipinez, s-a soldat cu 883 morți și 188 dispăruți.
- 4 noiembrie: A fost asasinat, la Tel Aviv, în cursul unui miting pentru pace, premierul israelian Ițhak Rabin.
- 7 noiembrie: Exploratorul Fiodor Koniukov începe marșul către Polul Sud, pe care-l atinge după o călătorie de 60 de zile pe schiuri, în care a parcurs 1.350 de km.
- 11 noiembrie: Președintele PNȚCD, Corneliu Coposu, a decedat la Spitalul Universitar din București, după o lungă suferință și intervenții ale echipei medicale.
- 12 noiembrie: Zeci de mii de cetățeni aduc un ultim omagiu celui care este numit seniorul. Pelerinajul la catafalcul omului politic durează pe tot parcursul zilei.
- 16 noiembrie: Biroul de Conducere, Coordonare și Control al PNȚCD l-a ales pe Ion Diaconescu în funcția de președinte al partidului.
- 20 noiembrie: Pentru prima oară de la desființarea bursei din România în 1948 de către comuniști, s-au efectuat tranzacții de acțiuni la Bursa de Valori București, al cărei director este Stere Farmache.
- 21 noiembrie: Acordul de la Dayton, SUA. Este consfințit astfel Acordul de pace asupra Bosniei, semnat de către președinții bosniac, Alia Izetbegovici, croat, Franjo Tudjman și sârb, Slobodan Milosevici, semnat la 14 decembrie 1995, la Paris. Sfârșitul războiului civil din Bosnia.
- 23 noiembrie: Emil Constantinescu prezintă, în numele CDR, platforma politică "Contractul cu România". Promite ca în 200 de zile de la venirea la putere să adopte un set de legi care să amelioreze simțitor viața cetățenilor, în special a tinerilor și a pensionarilor.
- 24 noiembrie: Este promulgată Legea caselor naționalizate ce prevede redobândirea de către foștii proprietari a dreptului de proprietate asupra apartamentului în care locuiesc în calitate de chiriași.

## Nașteri
- 3 noiembrie: Alin Alexandru Firfirică, atlet român
- 3 noiembrie: Kendall Jenner, vedetă de televiziune americană
- 6 noiembrie: André Silva (André Miguel Valente da Silva), fotbalist portughez (atacant)
- 7 noiembrie: Alexandru Bologa, judoka român
- 12 noiembrie: Thomas Lemar, fotbalist francez
- 15 noiembrie: Karl-Anthony Towns, jucător americano-dominican de baschet
- 17 noiembrie: Ana Jara, actriță spaniolă
- 17 noiembrie: Elise Mertens, jucătoare belgiană de tenis
- 28 noiembrie: Tin Jedvaj, fotbalist croat
- 29 noiembrie: Laura Marano (Laura Marie Marano), actriță și cântăreață americană

## Decese
Brian Lenihan, politician irlandez (n. 1930)
Gilles Deleuze, 70 ani, filosof francez (n. 1925)
Itzhak Rabin, 73 ani, prim-ministru al Israelului (1974-1977 și 1992-1995), (n. 1922)
Ion Baciu, dirijor român (n. 1931)
Neil Blaney, 73 ani, politician irlandez (n. 1922)
Corneliu Coposu, 81 ani, politician român, deținut politic, președinte al Partidului Național Țărănesc Creștin Democrat (1990-1995), senator (1992-1995), (n. 1914)
Jean-Louis Curtis, romancier francez (n. 1917)
André Dufour, politician francez (n. 1909)
Giancarlo Baghetti, 60 ani, pilot italian de Formula 1 (n. 1934)
István Gyarmati, actor maghiar (n. 1929)